# Pedra Latte

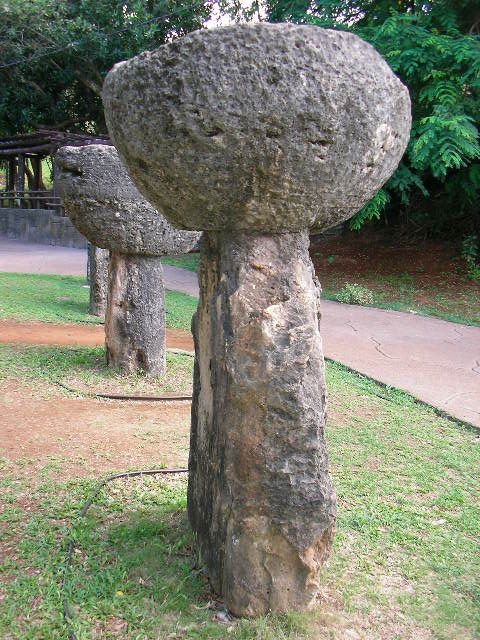
Un pedra latte a Latte Stone Park, Hagåtña, Guam

Una pedra latte, o simplement latte, també latde o latti, és un pilar o haligi en chamorro, coronat per un capitell de pedra semiesfèric amb el costat pla cap amunt. S'usaven com a suports de construcció pels antics habitants chamorros, i la majoria en són a les Illes Mariannes. En temps moderns, la pedra latte es considera un signe d'identitat chamorro i s'empra en molts contexts diferents.

## Construcció

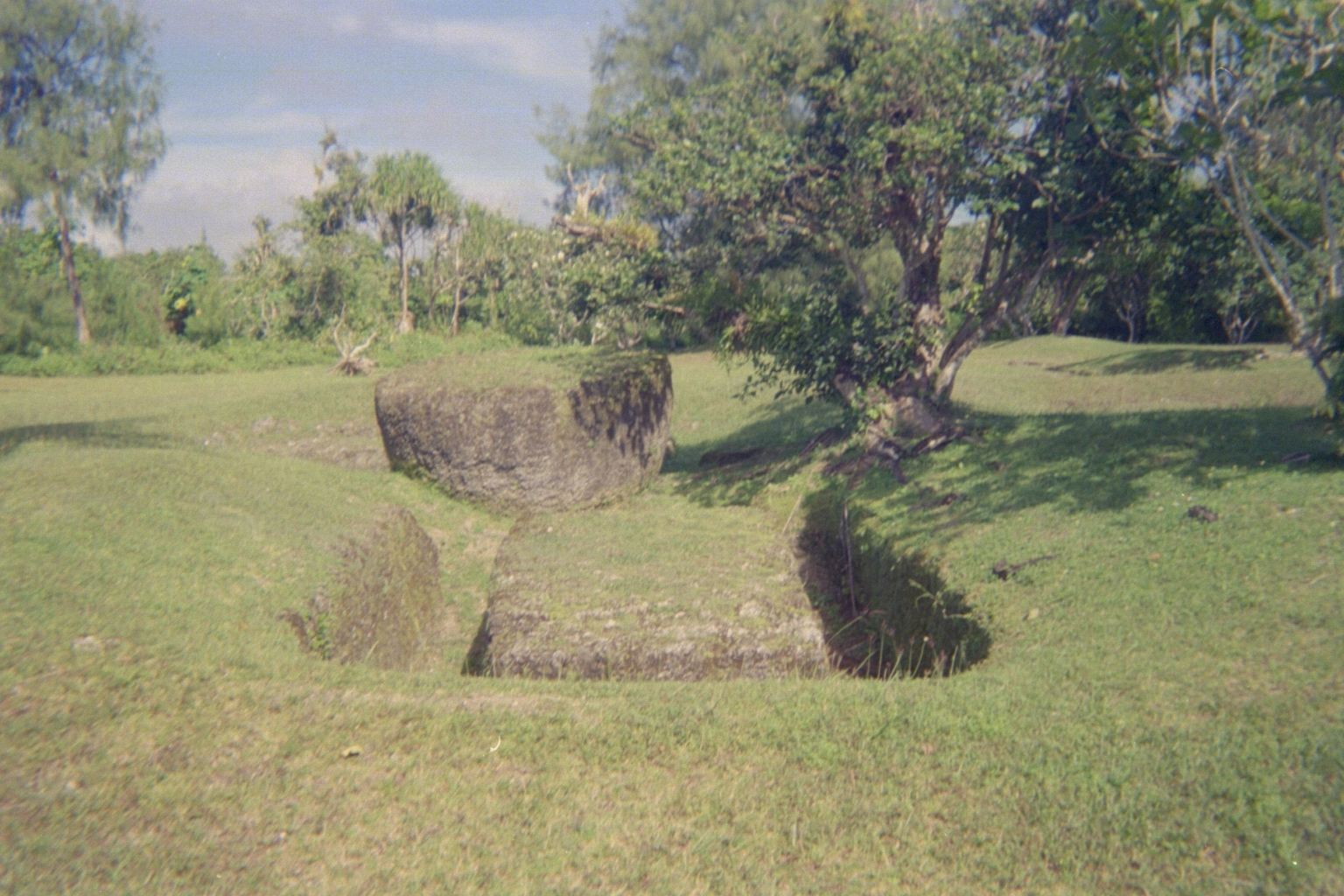
La pedrera de latte a Rota té algunes pedres parcialment tallades

Les pedres latte són de pedra calcària, basalt o gres. Els pilars típics varien en alçada des de 60 cm a 3 m, i són generalment més estrets a la part superior. El pilar s'extreia i després es transportava a l'indret de construcció. Per a pedres latte de grandària petita a mitjana, la pedra de rematada era un cap de corall semiesfèric gran que es treia d'un escull. La gran quantitat de pedres trobades a Rota s'extragueren i transportaren de la mateixa manera que els pilars.
A Oceania, les pedres latte són exclusives de les Illes Mariannes, encara que els megàlits de diferents construccions i propòsits són comuns en les cultures oceàniques. S'han assenyalat les semblances entre les pedres latte i els pals de fusta fets pels Ifugao dels Igorotes a les Filipines, on es conreen arrossars. Les tapes arredonides ajuden a evitar que les rates grimpen pel pilar. Una construcció de pal de fusta semblant es representa en una talla en relleu a Borobodur, Java, la qual cosa ha estat motiu perquè un erudit presente la teoria, disputada per altres, d'un intercanvi cultural prehistòric entre les Illes Mariannes i Java.
Les pedres latte variaven molt de grandària. Les més grans que resten són de 5 m d'alt, situades a Tinian. A Rota, les pedres latte tretes de la pedrera haurien tingut una alçada de 8 m, si s'hagueren erigit. La peça que forma l'eix o pilar més gran que s'ha trobat pesa 34 tones, mentre que el barretet més gros pesa 22 tones.

## Utilització

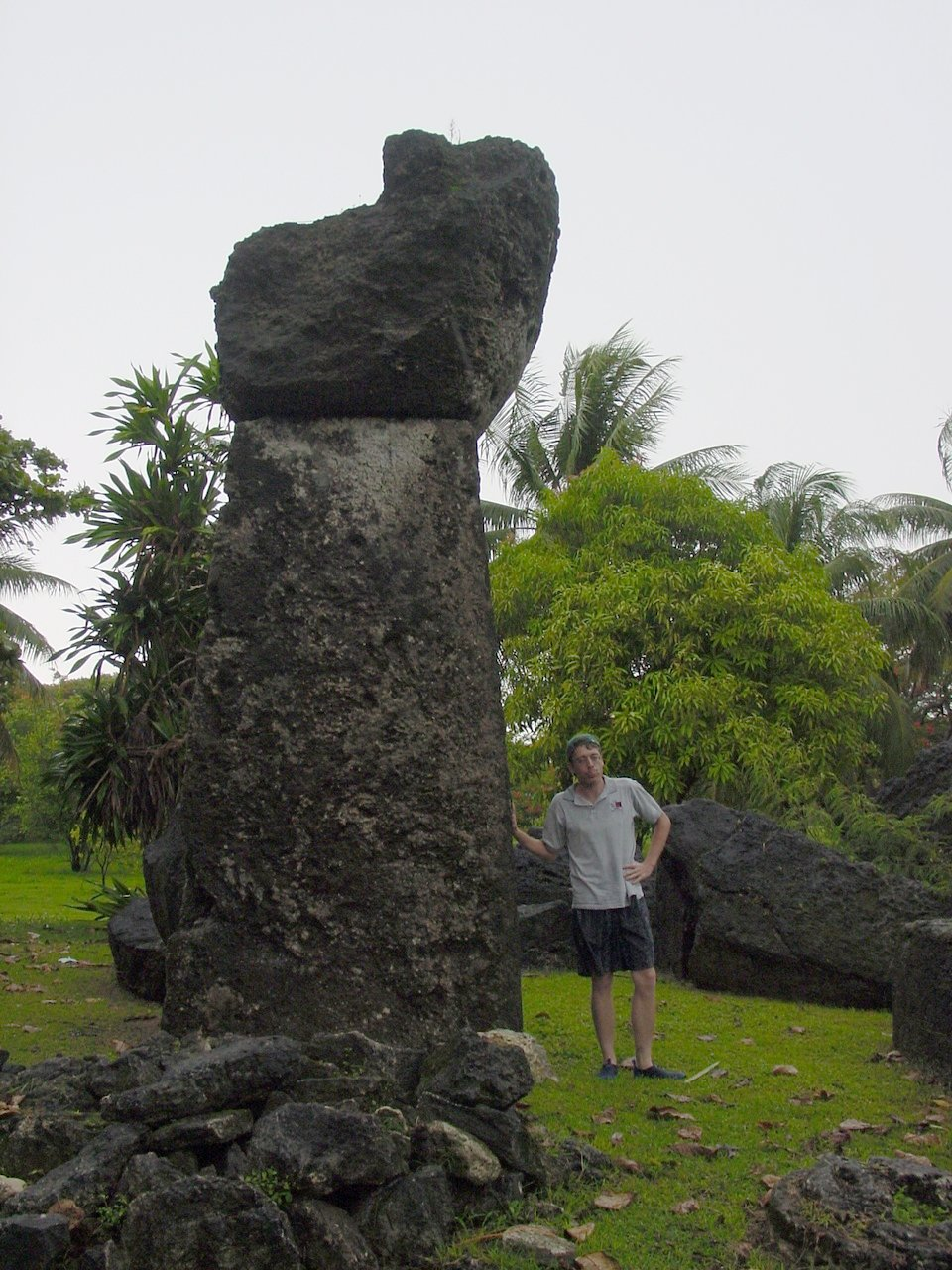
L'home dempeus al costat de la major pedra latte erigida coneguda: la llegenda del lloc diu que era a la casa del cap de Taga, a Tinian

La història de les Illes Mariannes prèvia al contacte amb l'exterior es divideix en tres períodes: prellatí, prellatí de transició» i latte. Les pedres latte començaren a usar-se al voltant del 800 de i eren cada vegada més comunes fins a l'arribada de Fernando de Magallanes al 1521 i la invasió espanyola, quan en decaigué ràpidament l'ús i foren totalment abandonades cap a 1700. Es trobaren pedres latte a Guam i les illes del sud de la Mancomunitat de les Illes Marianes del Nord, incloses Rota, Tinian, Aguijan i Saipan, així com diverses petites illes del nord, com Pagan.
Les pedres no pertorbades se solen trobar en parells paral·lels de vuit i catorze lattes que emmarquen un espai rectangular. Quants més parells tinga l'estructura, més alts són les pedres latte. Es trobà una construcció de vint lattes on és ara l'annex d'Artilleria militar al sud de Guam. Tot i que cap dels primers visitants europeus a les illes sembla haver dibuixat imatges en «pedres latte» en ús, algunes versions espanyoles dels s. XVI i XVII indiquen que es van erigir cases sobre pedres, amb un testimoni que especificava que les estructures de lattes s'usaren per a protegir proes, embarcacions típiques de dos cascs paral·lels desiguals, i també com a llocs de reunió comunitària. La falta d'evidència definitiva i consistent, però, significa que totes les teories estan en disputa. Alguns arqueòlegs creuen que només els chamorros d'alt estatus vivien en estructures construïdes sobre pedres latte, mentre que altres han proposat la teoria que tots els chamorros del període Latte vivien en estructures de latte, i que l'alçada i el nombre de pedres era un indicatiu de l'estatus social del propietari. Altres estructures en un poble latte, que poden incloure barraques de cuina, cases per protegir les canoes i cases públiques per a solters, es construïren en el sòl, sobre una estructura bàsica en forma de «A» amb pals de fusta, sovint bambú, sostre de palla, herba, palla de coco o de Nipa.

## Context cultural

Bandera de les Illes Marianes del Nord

Els arqueòlegs que han treballat a les Mariannes des del final de la Segona Guerra Mundial han notat una clara diferència entre les pedres latte de la costa, i les situades a l'interior. Els enterraments humans es col·locaven dins l'arena que conté aquestes restes arqueològiques, ja siga dins o prop de conjunts de lattes. Per contra, el sòl on es col·loquen pedres lattes terra endins rares vegades té un estrat arqueològic o un enterrament associat. La implicació és que els llocs de latte continentals s'ocuparen temporalment, i tal vegada hi hagué un canvi en la pràctica funerària en el període Latte posterior.

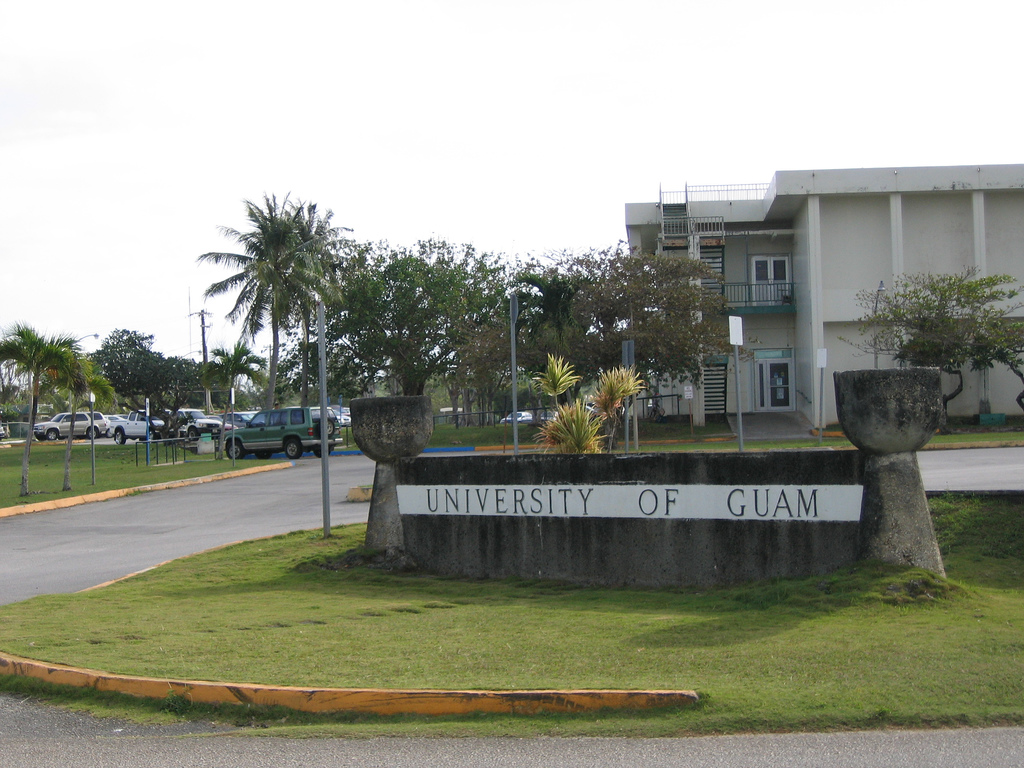
El cartell de la Universitat de Guam està flanquejat per pedres latte decoratives

Als s. XVIII i XIX, els viatgers que es dirigien a les Illes Mariannes s'adonaven que les lattes només es trobaven en àrees abandonades, on aparentment havien quedat després que la malaltia introduïda per estrangers delmara el poble chamorro. En temps moderns, les pedres latte són un símbol de la identitat Chamorro i es troben en una àmplia varietat de contexts governamentals, comercials i personals. Les lattes de formigó a vegades s'incorporen als edificis nous, mentre que els residents de les Mariannes incorporen pedres latte reals en el paisatge enfront de les seues cases.

Escut de l'autopista 30

Un pedra latte està dibuixada en la moneda de quart dels Estats Units per a les Illes Mariannes Septentrionals, i els seus escuts de carreteres superposen el nombre de ruta en un contorn blanc d'una pedra latte.